# Trinwillershagen
 (septembre 2018).
Si vous disposez d'ouvrages ou d'articles de référence ou si vous connaissez des sites web de qualité traitant du thème abordé ici, merci de compléter l'article en donnant les références utiles à sa vérifiabilité et en les liant à la section « Notes et références ».
Trinwillershagen est une municipalité allemande du land de Mecklembourg-Poméranie-Occidentale et l'arrondissement de Poméranie-Occidentale-Rügen.

## Géographie
Trinwillershagen est situé entre Stralsund (à l'est) et Ribnitz-Damgarten (à environ 10 km à l'ouest) avec une superficie de 34,21 km2.

## Histoire
Trinwillershagen a été fondée au XIXe siècle pendant la Ostsiedlung (colonisation de l'Est) allemande. Les cartes datant de 1583 montrent la forme ronde ou circulaire du village avec de petits étangs en son centre.
Le village a été mentionné pour la première fois en 1320 dans le Pommersches Urkundenbuch 5 (Livre des actes poméraniens n ° 5). Pendant la guerre de Trente Ans, les paysans et les serfs ont subi des dégâts importants de la part des troupes d' Albrecht von Wallenstein. À partir de la seconde moitié du XVIIIe siècle, Trinwillershagen faisait partie d'un dont le propriétaire a changé assez souvent au fil des ans. Le dernier propriétaire, Matthies, fit cultiver le domaine jusqu'à ce que la réforme agraire de 1945 soit imposée par les Soviétiques. Ses fermiers habitaient dans les maisons le long de la seule route (Altes Dorf).
Pendant la Seconde Guerre mondiale , de nouvelles maisons ont été construites pour accueillir les habitants de Stralsund , dont les maisons ont été bombardées.
Après la fondation de la RDA et la réforme agraire, la Landwirtschaftliche Produktionsgenossenschaft (LPG) Trinwillershagen "Rotes Banner" fut démantelée après la réunification allemande de 1991. Au cours des années 1990, de nouvelles maisons familiales et de vieilles maisons furent construites. Une grande partie de l'ancienne zone de GPL a été transformée en prairies et en parcs.

## Économie
À Trinwillershagen, il y a des entreprises de petits entrepreneurs, des agriculteurs et un restaurant.  Il y a aussi une banque, un centre commercial, un dentiste et un médecin généraliste. Un parc industriel et un parc éolien récemment construit contribuent à la modeste amélioration économique de Trinwillershagen.
La plupart des habitants se rendent à Ribnitz-Damgarten , Barth , Stralsund ou Rostock pour travailler. Beaucoup de gens sont au chômage, car il y a un manque général d'emplois dans la région.

### Transport
Le village est situé près de la Bundesstrasse 105.

## Éducation, culture et sport
Le village a sa propre école primaire qui sera bientôt fermée et un jardin d'enfants.  Les institutions culturelles sont les événements de danse et de musique réguliers dans l'ancienne Kulturhaus , la réunion de famille de l'église méthodiste et une piste de jeu de quilles .  Les fêtes de village annuelles ajoutent au divertissement du village.  Le club de football local «Rot-Weiss» a une longue tradition.

## G.W. Bush
Le 13 juillet 2006, George W. Bush , président des États-Unis , s'est rendu à Trinwillershagen lors d'une visite d'État, Trinwillershagen étant située dans le district d'origine de la chancelière Angela Merkel.